# Longsight
Longsight è un quartiere della città inglese di Manchester posto circa 4,8 km a sud del centro cittadino, confinante con Ardwick e West Gorton a nord, Belle Vue a est, Levenshulme a sud e Chorlton-on-Medlock, Victoria Park e Fallowfield a ovest. Storicamente parte del Lancashire, contava una popolazione di 15 429 abitanti nel 2011.

## Criticità
Longsight è un'area etnicamente eterogenea e per anni è stata preda della povertà e del degrado sociale. Per molto tempo la zona è stata teatro di una guerra tra gang, tra cui quelle del vicino Moss Side. La maggior parte delle violenze era da ricondurre alla lotta per il predominio sul territorio tra due gang che si sono fronteggiate dagli anni '90, causando numerosi morti. La Gooch Gang, originaria del Moss Side, fu sgominata definitivamente nel 2009 Conseguentemente le sparatorie a Greater Manchester sono diminuite drasticamente, passando da 120 nel 2006 a 16 nel 2011.

## Governo

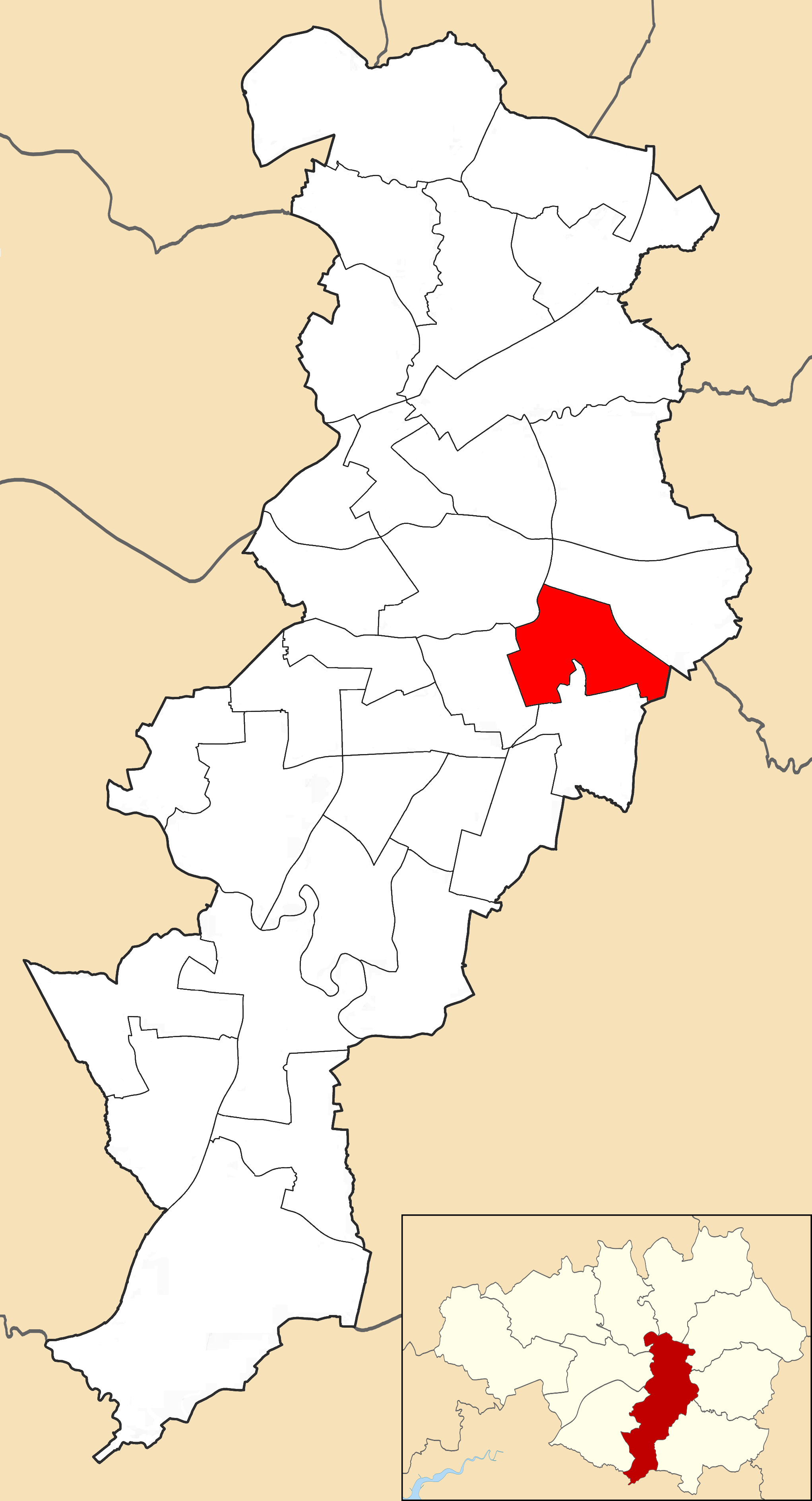
Mappa del collegio elettorale di Longsight all'interno del Manchester City Council.

Longsight fa parte del collegio elettorale di Manchester Gorton dal 1983. La zona è rappresentata nel Parlamento del Regno Unito da Afzal Khan dal 2017. La zona è al momento rappresentata nel Manchester City Council, il consiglio comunale di Manchester, da tre consiglieri.

## Economia

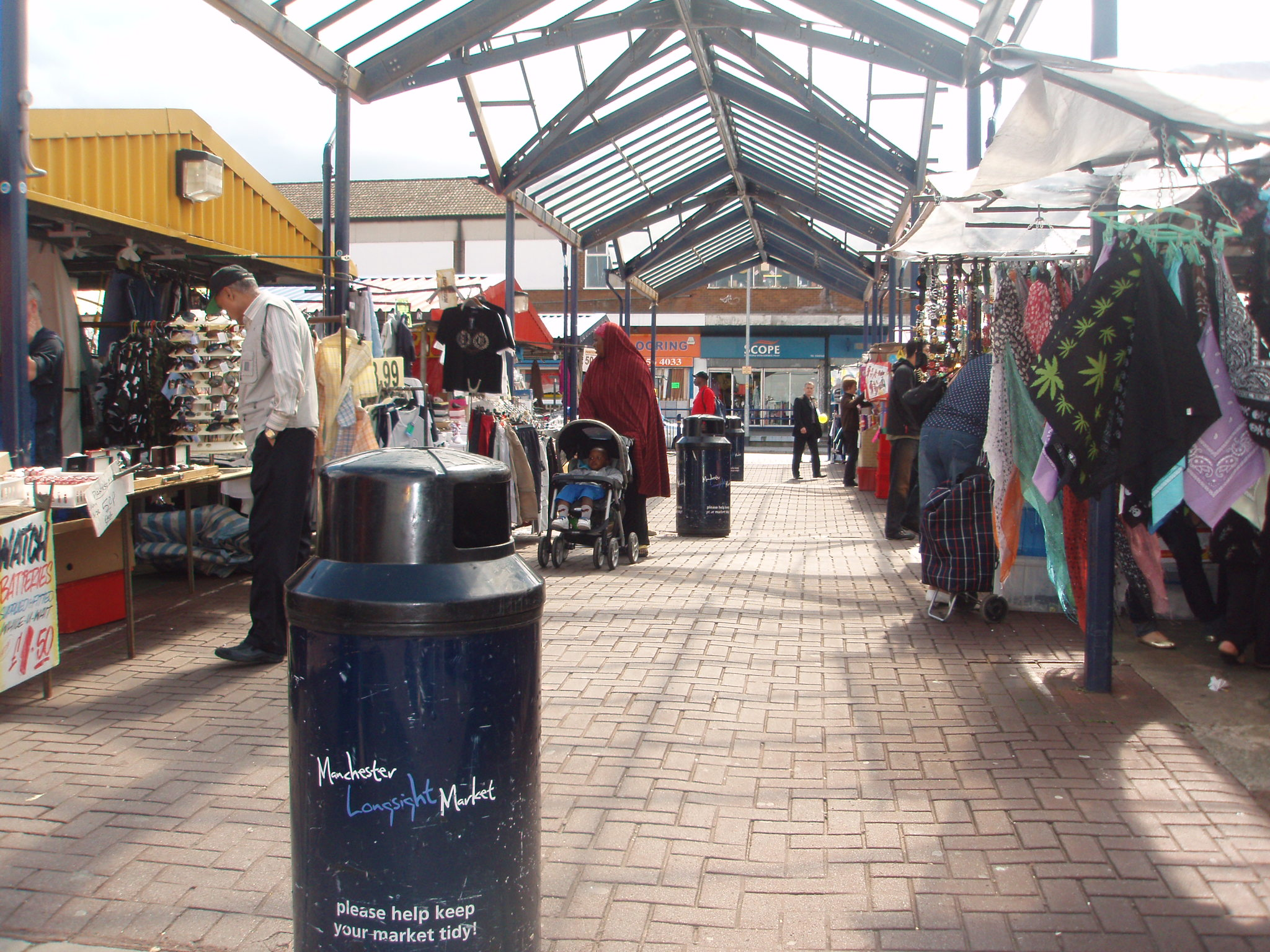
Il mercato di Longsight nel 2008.

Il principale centro commerciale di Longsight si trova nei pressi dell'incrocio tra Stockport Road e Dickenson Road. Il mercato di Longsight è uno dei più frequentati della regione del Nord Ovest dell'Inghilterra e sorge a Dickenson Road.

## Società
Sono nativi di Longsight i fratelli Noel e Liam Gallagher, componenti del celebre gruppo musicale Oasis.